# Гензен, Виктор
Кристиан Андреас Виктор Гензен (нем. Christian Andreas Victor Hensen; 10 февраля 1835, Шлезвиг, Дания, — 5 апреля 1924, Киль, Германия) — немецкий зоолог (планктолог).

## Биография
Родился 10 февраля 1835 года в датском городе Шлезвиг.
С 1871 по 1891 годы был профессором физиологии Университета имени Христиана Альбрехта в Киле (в 1877—1878 и 1887—1889 годах был его ректором).
В 1887 году Виктор Гензен ввел в науку термин «планктон» — для обозначения сообщества водных организмов со специфическим образом жизни в толще воды.
Умер 5 апреля 1924 года.

## Память
- В честь Виктора Гензеля названо исследовательское судно[4]. Судно было построено в 1975 году, получив имя Victor Hensen, и использовалось Институтом полярных и морских исследований Альфреда Вегенера в Бремерхафене, Германия с 1986 года. В 2001 году оно было продано ветроэнергетической компании и переименовано в La Cour. В 2004 году судну возвращено имя Victor Hensen[5].